# Pandanus burmanicus
Pandanus burmanicus là một loài thực vật có hoa trong họ Dứa dại. Loài này được B.C.Stone miêu tả khoa học đầu tiên năm 1981.